# Djan Madruga
Djan Garrido Madruga (Rio de Janeiro, 7 dicembre 1958) è un ex nuotatore brasiliano.

## Carriera
Ha fatto parte della staffetta che ha vinto la medaglia di bronzo nella 4x200m stile libero alle Olimpiadi di Mosca 1980.

## Palmarès
- Giochi olimpici estivi

Mosca 1980: bronzo nella 4x200m stile libero.
- Giochi Panamericani

Città del Messico 1975: bronzo nei 400m, 1500m e 4x200m stile libero.
San Juan 1979: argento nei 200m stile libero, 400m stile libero e nella 4x200m stile libero e bronzo nei 100m dorso, 100m stile libero e 4x100m stile libero.
Caracas 1983: argento nella 4x100m e 4x200m stile libero.
- Universiadi

Città del Messico 1979: oro nei 400m misti e argento nei 200m dorso.
Bucarest 1981: argento nei 400m stile libero, nei 200m dorso e bronzo nei 200m stil libero, nella 4x100m e nella 4x200m stile libero.